# کرسنت اسپرینگز (کنتاکی)
کرسنت اسپرینگز (به انگلیسی: Crescent Springs) شهری در ایالت کنتاکی کشور ایالات متحده آمریکا است که جمعیت آن در سرشماری سال ۲۰۱۰ میلادی، ۳٬۸۰۱ نفر بوده‌است.